# Josef Stoer
Josef Stoer (* 21. Juni 1934 in Meschede) ist ein deutscher Mathematiker, der sich mit Numerischer Mathematik befasst.

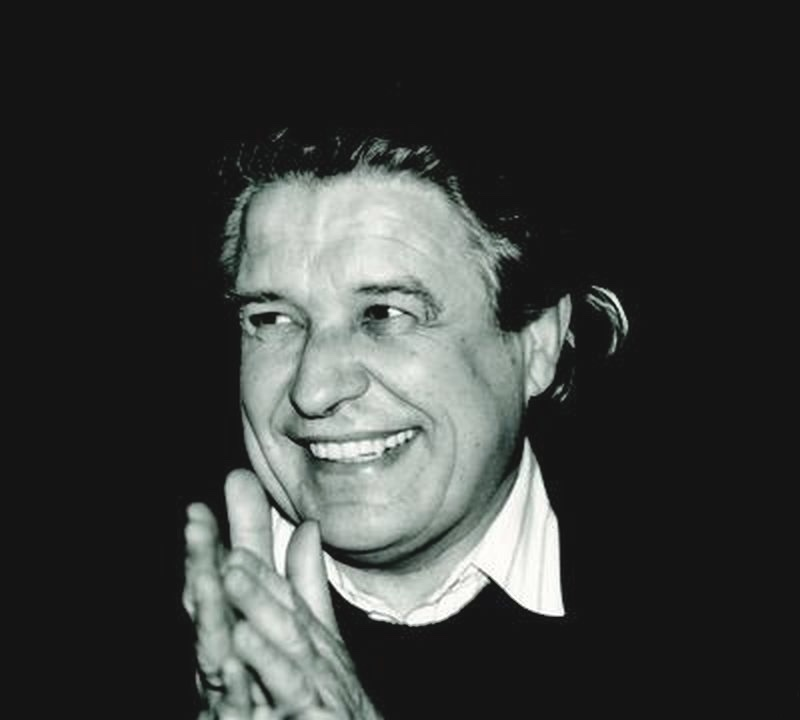
Josef Stoer, Oberwolfach 1988

Stoer wurde 1961 an der Johannes-Gutenberg-Universität Mainz bei Friedrich L. Bauer promoviert (Über zwei Algorithmen zur Interpolation mit rationalen Funktionen). Er ist emeritierter Professor an der Universität Würzburg.
Er befasst sich insbesondere mit Approximationstheorie,  Extrapolationsverfahren und Optimierungsmethoden und ist für Lehrbücher bekannt, insbesondere seine Numerische Mathematik mit Roland Bulirsch, die auf Vorlesungen von Friedrich Bauer basiert und zuerst 1972/73 erschien.
Er ist unter anderem Ehrendoktor der Universität Augsburg (2007) und der TU München (1997). Stoer ist seit 1981 ordentliches Mitglied der Bayerischen Akademie der Wissenschaften.

## Schriften
- mit Florian Jarre: Optimierung. Einführung in mathematische Theorie und Methoden. 2. Auflage. Springer Spektrum, Berlin 2019, ISBN 978-3-662-58854-3, doi:10.1007/978-3-662-58855-0 (1. Aufl., 2004).
- mit Roland Bulirsch: Numerische Mathematik, Springer Verlag, Band 1, 10. Auflage 2007, Band 2, 5. Auflage 2005 (neu bearbeitet von Roland Freund und Roland Hoppe)
- mit Bulirsch: Introduction to Numerical Analysis, Springer Verlag 3. Auflage 2002
- mit Christoph Witzgall: Convexity and Optimization in Finite Dimensions, Springer Verlag, Grundlehren der mathematischen Wissenschaften, 1970
- Herausgeber: Optimization techniques: proceedings of the 8th IFIP Conference on Optimization Techniques, Würzburg, September 5 - 9, 1977, Springer Verlag, 2 Bände, 1978
- mit Friedrich Ludwig Bauer: Algebra, in Robert Sauer, Istvan Szabo Die mathematischen Hilfsmittel des Ingenieurs, Band 3, Springer Verlag 1968